# 博斯特威克 (佛羅里達州)
博斯特威克（英語：Bostwick）是位於美國佛羅里達州普特南縣的一個非建制地區。該地的面積和人口皆未知。

## 地理
博斯特威克的座標為29°46′26″N 81°38′14″W / 29.77389°N 81.63722°W，而該地的平均海拔高度為9米（即30英尺）。